# Mislata
Mislata és un municipi i vila del País Valencià situat a l'Àrea Metropolitana de València, a la comarca de l'Horta Sud. Limita amb Quart de Poblet, Xirivella i la ciutat de València.

## Geografia
Mislata està situada al marge dret del riu Túria; el relleu no presenta cap accident destacable, ja que es troba sobre un terreny molt pla, format per al·luvions del Quaternari de naturalesa argilenca. El nou llit del riu Túria partix en dos el terme municipal.
El centre històric, situat també en un terreny pla, està compost per carrerons estrets i tortuosos, vestigis del que fon moreria, poblat que va quedar incorporat plenament a la població en el segle xviii.

### Accessos
Mislata es troba al costat de l'autovia V-30, que recorre els màrgens esquerre i dret del nou llit del riu Túria.
L'Empresa Municipal de Transports de València (EMT) mantenia diverses línies d'autobusos que arribaven fins al municipi i una línia d'autobús nocturn. Des de l'any 2013 les dues línies diürnes van ser eliminades en no arribar a un acord l'Ajuntament de València amb el de diferents pobles i ciutats per on l'EMT tenia diverses línies; en canvi, la línia nocturna sí que es va mantindre. El 2022 es va posar en marxa la línia 150 de Metrobús en substitució a l'EMT. Quant al ferrocarril, fins als anys seixanta del segle xx Mislata va disposar de tramvia. Hui dia, es pot accedir al municipi en metro, a través de tres línies de Metrovalència: 
- Mislata, que para al centre neuràlgic de la vila i és la més usada de Metrovalència fora de la ciutat de València.[4]
- Mislata-Almassil, que va ser final de trajecte fins a l'ampliació de les línies 3 i 5 de Metrovalència, que comunica Mislata amb el port, passant abans pels municipis de Quart de Poblet i Manises, amb l'aeroport.

## Història
S'observen en el terme algunes dades de l'ocupació humana durant l'època romana. En l'Alqueria Alta, prop de la Presó Model, va aparéixer una moneda hispanoromana de Celsa, de temps de l'emperador Cèsar August, i al fer els fonaments d'una casa en el carrer del bisbe Irurita es va trobar altres dues monedes imperials, una d'elles de l'època de l'emperador Hadrià (117 a 138 de l'Era cristiana).
L'origen del municipi es remunta al temps de la dominació musulmana, i quan la conquesta cristiana era una alqueria de la qual Jaume I, sobirà de la Corona d'Aragó, va repartir cases i terres a diversos cavallers (tal vegada en pagament de la seua aportació per a sufragar les despeses de la conquesta), però sense fer concessió del poblat en el seu conjunt. En el mes de març de 1238 va tindre lloc el primer atorgament constatable per a cancel·lar un deute del rei a Sanç Llopis d'Albero, altres atorgaments a Arnau d'Àger, de Lleida, tres jovades 'in alqueria de Maçlata', a Pere de Montsó alguna terra i seguixen més assentaments fins a vint-i-set. La qual cosa ve a significar que, al principi, Mislata era una alqueria tenint, a partir del segle xiv, diversos senyors.
En l'afortunada traducció del "Llibre del Repartiment del Regne de València" que va realitzar N'Antoni Ferrando i Francés en la pàgina XLVI mostra una transcripció del poeta valencià-musulmà Abu Abd Al-lah Muhammad Ibn al-Abbar (1199-1260) esmentant Mislata en uns bells versos, dient:
| « | On està València i les seues cases, els xiscles i el gorgear dels seus ocells i els cants dels seus coloms? | » |

| « | On estan els paratges del seu Russafa, del Djisr, del seu Manzil'Ata (Mislata) i del seu Manzil Nasr (Massanassa)? | » |

A causa de la curta distància que hi ha entre el municipi i la ciutat de València, la història de Mislata està relacionada, en molts aspectes, amb la de la capital valenciana. Un dels fets pel qual és coneguda és per la batalla de Mislata, que va tindre lloc en 1348, la qual va posar fi a la rebel·lió de València contra Pere el Cerimoniós.
El primer baró de Mislata va ser Pere II de Boïls, que també ho de Manises i altres llocs. La baronia va passar per diverses famílies nobles fins que en 1497, Francesc Aguiló la va vendre als comtes d'Aranda, família més poderosa que va tindre la baronia.
L'expulsió dels moriscs en 1609 ho va deixar despoblat, pel que el Comte d'Aranda va estendre carta de poblament en 1611. En virtut d'aquesta carta, els senyors propietaris de la terra de Mislata portaren llauradors d'altres llocs en unes condicions més dolentes que les aplicades en l'època de Jaume I.
En 1748 el Comte d'Aranda va vendre el senyoriu a Mateo Cebrián, qui va fundar un vincle que va passar per diversos hereus, venint a parar per trencar-se la línia directa al baró de Campo Olivar en el segle xix. Cal ressaltar al Barri de la Moreria va ser un caseriu habitat per moriscs que estava al costat de Mislata, però era autònom d'esta, ja que tenia batlia (ajuntament) pròpia i posseïa fins i tot un castell feudal. A mitjan segle xviii es va incorporar a Mislata.
Al desembre de 1811, el mariscal Louis-Gabriel Suchet desplegà les seues tropes per a l'assalt a València. El quarter de la seua artilleria es trobava a Mislata, emplaçament apropiat donada l'elevació relativa del terreny respecte de València. Entre els dies 25 i 26 de desembre tingué lloc una batalla entre les tropes de Palombini (italianes al servei de l'imperi napoleònic) i les de Zayas, defensor d'eixa part de València, en el terme de Mislata, abandonat pels seus pobladors durant eixes dates. La victòria va ser per a Zayas, encara que no va servir de molt, ja que el 9 de gener de 1812 va capitular València davant de Suchet.
En èpoques més recents, i durant la insurrecció cantonal —any 1873— el general Arsenio Martínez-Campos Antón es va allotjar en la Casa Gran durant el setge a València. La Casa Gran era un palau fortificat del baró de Mislata. El palau va ser enderrocat en 1972 per a construir el nou Ajuntament.

## Demografia
En els últims anys, lluny de semblar-se a aquella vila de l'horta valenciana que fou en un passat no molt llunyà, Mislata ha anat evolucionant fins al punt de convertir-se en un dels municipis amb més densitat de població d'Europa. Quan s'execute el vigent Pla General d'Ordenació Urbana, Mislata tindrà urbanitzat tot el terme municipal.
A data de 2022, Mislata tenia 44.282 habitants (INE).
| any  | habitants |
| ---- | --------- |
| 1900 | 1.411     |
| 1910 | 1.729     |
| 1920 | 2.580     |
| 1930 | 4.962     |
| 1940 | 6.638     |
| 1950 | 6.970     |
| 1960 | 10.931    |
| 1970 | 20.020    |
| 1981 | 33.384    |
| 1991 | 38.740    |
| 2000 | 40.616    |
| 2010 | 43.792    |
| 2020 | 44.320    |
| 2022 | 44.282    |

## Economia

### Agricultura
Els orígens de Mislata estan fortament influïts per la seua situació dins la xarxa de recs de l'Horta, prop dels assuts de diverses séquies, com la de Favara i la própia de Mislata, que travessen el terme, i ben a prop de les de la partida de Sant Pau de Campanar.
Documents històrics del segle xiii i següents mostren que la vinya era el cultiu més important a les terres altes de Mislata. De tota manera, el conreu més important al segles posteriors va ser el blat, que hi ocupava la majoria de les terres i constituïa la principal font de manteniment dels habitants. També s'hi trobaven hortes.
Cavanilles (1795) parla de la producció mislatera de blat, que calcula en 260 cafissos, així com la de seda, cànem, dacsa, pèsols i verdures.
Al segle xx va imposar-se la taronja, tot i que el desenvolupament de la indústria i l'ocupació de l'espai per habitatges (fins a assolir una densitat de població de més de vint mil habitants per quilòmetre quadrat), va deixar el terme sense més terreny agrícola que algunes plantacions de verdures.

### Indústria
La transformació de pell va ser la primera activitat artesanal que va aparèixer a Mislata. Els fabricants es concentraven al carrer de Felip Bellver. Posteriorment arrivaren els artesans del moble, que va ser un dels grans sectors de producció industrial de Mislata al segle xx.
Les tres fàbriques més significatives de la indústria mislatera varen ser la xocolatera Natra (en 1941), la fàbrica de ventalls de Josep Pinar i la paperera Payà Miralles (en 1940). Als inicis del segle xxi nomes hi restava que Payà, integrada al grup industrial Grupo Miguel y Costas.
Llevat de Payà, la presència, molt minvada, de la indústria s'agrupa en un polígon industrial al costat de l'A-3.

### Servicis
L'economia actual a Mislata es basa bàsicament en el sector servicis tant en petit com en gran comerç i oficines, que en 2005 incloïa 1.200 xicotetes empreses i comerços.
Al 1994 la població activa de Mislata es repartia amb un 58'6% al sector servicis, un 33'3% a la indústria, un 7'4% a la construcció, i només un 0'6% a l'agricultura i la ramaderia.

## Política i govern

### Composició de la Corporació Municipal
El Ple de l'Ajuntament està format per 21 regidors. En les eleccions municipals de 28 de maig de 2023 foren elegits 14 regidors del Partit Socialista del País Valencià (PSPV-PSOE), 4 del Partit Popular (PP), 2 de Vox i 1 de Compromís-Acord per Guanyar (Compromís).
| Eleccions municipals de 28 de maig de 2023 - Mislata |                                                  |                                     |                                     |         |         |          |
| Candidatura | Candidatura                                      | Candidatura                         | Cap de llista                       | Vots    | Vots    | Regidors |
| | Partit Socialista del País Valencià-PSOE         |                                     | Carlos Fernández Bielsa             | 14.177  | 62,30%  | 14 (-1)  |
| | Partit Popular                                   |                                     | Fernando Gandia Escorihuela         | 4.033   | 17,72%  | 4 (+1)   |
| | Vox                                              |                                     | Álvaro Jesús Galán Leal             | 2.588   | 11,37%  | 2 (+1)   |
| | Compromís- Unides per Mislata: Acord per Guanyar |                                     | Sílvia Maiques Samarra              | 1.353   | 5,95%   | 1 ()     |
| | Altres candidatures                              |                                     |                                     | 605     | 2,66%   | 0 ( -1)  |
| | Vots en blanc                                    |                                     |                                     | 211     | 0,90%   |          |
| Total vots vàlids i regidors | Total vots vàlids i regidors                     | Total vots vàlids i regidors        | Total vots vàlids i regidors        | 22.967  | 100 %   | 21       |
| | Vots nuls                                        | Vots nuls                           | Vots nuls                           | 155     |         |          |
| Participació (vots vàlids més nuls) | Participació (vots vàlids més nuls)              | Participació (vots vàlids més nuls) | Participació (vots vàlids més nuls) | 23.122  | 70,3%** |          |
| Abstenció | Abstenció                                        | Abstenció                           | Abstenció                           | 9.762*  | 29,7%** |          |
| Total cens electoral | Total cens electoral                             | Total cens electoral                | Total cens electoral                | 32.884* | 100 %** |          |
| Alcalde: Carlos Fernández Bielsa (PSPV) (17/06/2023) Per majoria absoluta dels vots dels regidors (14 vots de PSPV)                                                  |                                                  |                                     |                                     |         |         |          |
| Fonts: Portal de dades de la Generalitat Valenciana, Junta Electoral de Zona de València. (* No són vots sinó electors. ** Percentatge respecte del cens electoral.) |                                                  |                                     |                                     |         |         |          |

### Alcaldes
Des de 2011 l'alcalde de Mislata és Carlos Fernández Bielsa de PSPV-PSOE.
| Període                       | Alcalde o alcaldessa                         | Partit polític | Data de possessió     | Observacions                     |
| ----------------------------- | -------------------------------------------- | -------------- | --------------------- | -------------------------------- |
| 1979–1983                     | José Morales Gracia                          | PSPV-PSOE      | 19/04/1979            | --                               |
| 1983–1987                     | José Morales Gracia                          | PSPV-PSOE      | 28/05/1983            | --                               |
| 1987–1991                     | José Morales Gracia                          | PSPV-PSOE      | 30/06/1987            | --                               |
| 1991–1995                     | José Morales Gracia                          | PSPV-PSOE      | 15/06/1991            | --                               |
| 1995–1999                     | José Morales Gracia                          | PSPV-PSOE      | 17/06/1995            | --                               |
| 1999–2003                     | José Morales Gracia Manuel Corredera Sanchis | PSPV-PSOE PP   | 03/07/1999 13/03/2001 | Moció de censura PP +UV +2 GM -- |
| 2003–2007                     | Manuel Corredera Sanchis                     | PP             | 14/06/2003            | --                               |
| 2007–2011                     | Manuel Corredera Sanchis                     | PP             | 16/06/2007            | --                               |
| 2011–2015                     | Carlos Fernández Bielsa                      | PSPV-PSOE      | 11/06/2011            | --                               |
| 2015–2019                     | Carlos Fernández Bielsa                      | PSPV-PSOE      | 13/06/2015            | --                               |
| 2019-2023                     | Carlos Fernández Bielsa                      | PSPV-PSOE      | 15/06/2019            | --                               |
| Des de 2023                   | n/d                                          | n/d            | 17/06/2023            | --                               |
| Fonts: Generalitat Valenciana |                                              |                |                       |                                  |

## Monuments i llocs d'interés

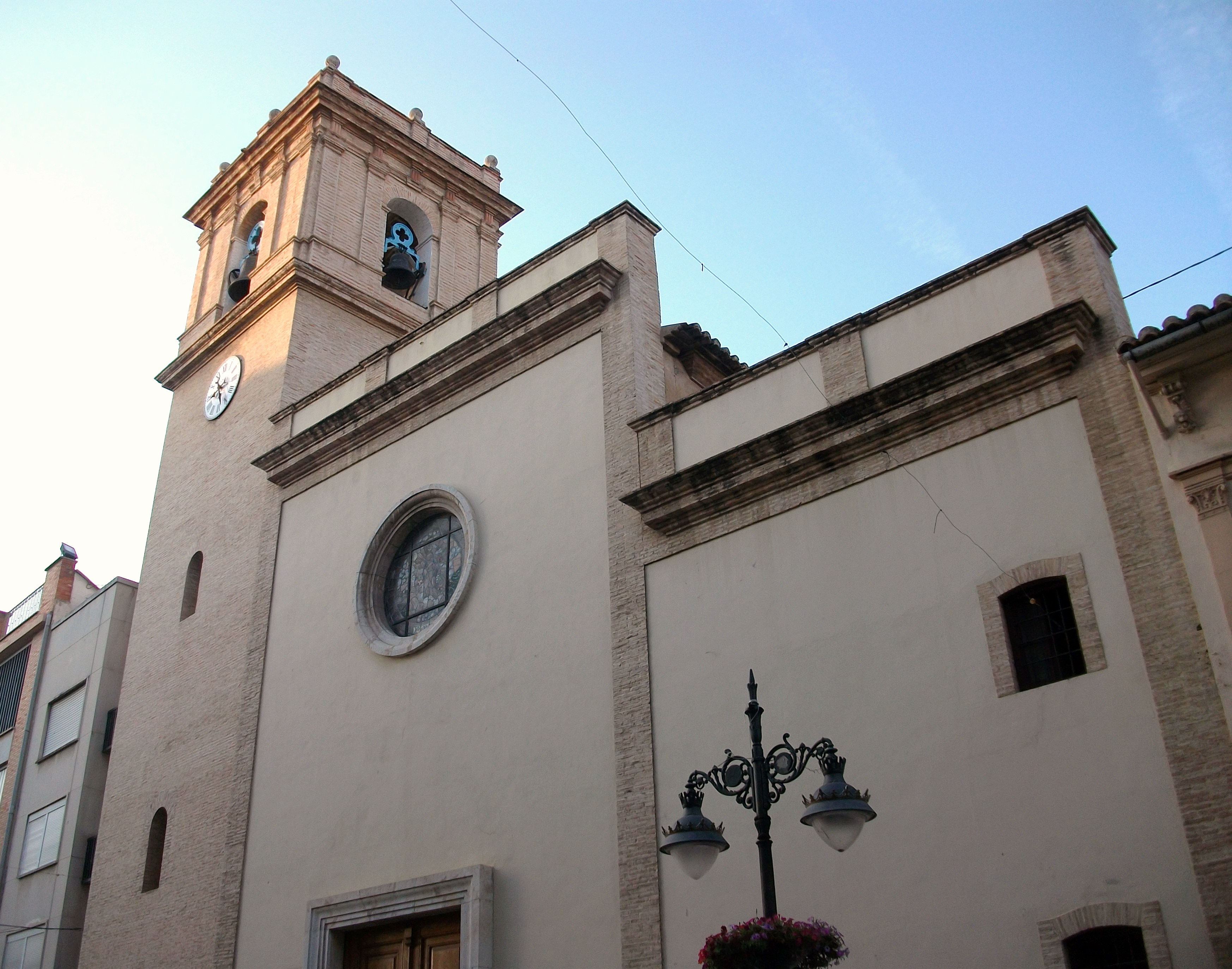
Església de la Mare de Déu dels Àngels

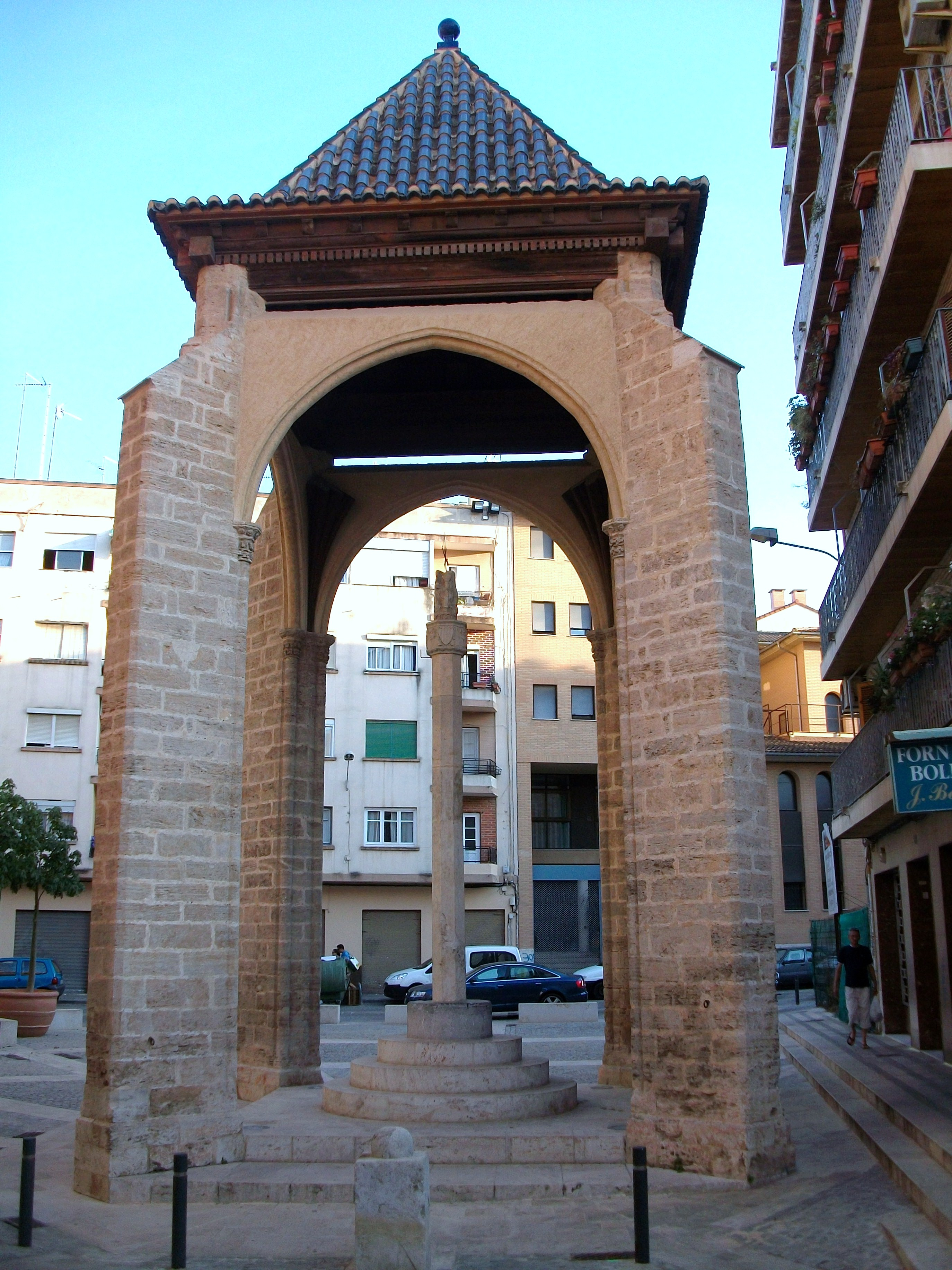
Creu de Mislata situada marcant el terme municipal entre Mislata i València

Mislata no és un municipi molt ric pel que fa a monuments o llocs d'interés. Els més interessants i amb una òptima conservació per a poder ser visitats són:
- Església de la Mare de Déu dels Àngels:[15] Va ser construïda al voltant de 1704 i inaugurada el 1755. És un temple de façana senzilla, torre campanar i tres naus amb capelles laterals. La façana i campanar es van restaurar el 1978. El 1994 va ser refet el retaule de l'altar major en escaiola, similar a l'original desaparegut el 1936 que era de fusta, realitzat per l'arquitecte local Vicente Querol Solaz. Tres anys després es va restaurar el sòl i es van muntar també els nous bancs de pi de Valsaín.

Cal destacar les cinc campanes amb què compta la torre campanar. La de menor grandària es troba a l'interior del campanar i no és visible des de l'exterior, és anterior a 1936. La segona en grandària, col·locada en el buit cara al convent, es va fondre el 1970. La tercera, situada en el buit cara a l'ajuntament, es va fondre en 1798. La quarta està en el buit que dona al carrer Major, i no té data de fosa, però és similar a l'anterior en grandària i inscripcions, per la qual cosa se suposa que és de la mateixa època. Finalment, la més gran està instal·lada en el buit cara a la plaça, es va fondre en 1942 i té unes dimensions de 113 cm d'alt amb les anelles i 114 cm de diàmetre, amb un pes estimat de 835 kg.
- Església del Sagrat Cor de Mislata.[16]
- La Creu Coberta: És una creu de terme d'estil gòtic, que marca el límit municipal de Mislata amb València i que recentment ha estat rehabilitada.

| « | Segons un article publicat per Salvador Carreres Zacarés al diari La Vanguardia el dia 12 de juliol de 1921. “La cubierta de la cruz del camino Real de Madrid, o sea la de Mislata, empezó a derribarse el 6 de mayo de 1411, y el 22 de abril del año siguiente se vendió a Antonio Ametler, especiero, por 638 sueldos y 11 dineros, el plomo que resulto de dicha cubierta. No sabemos por qué causa no se reconstruyó inmediatamente…,hasta bastantes años después, en 28 de marzo de 1432 fue ordenada por los jurados su reconstrucción […] El 31 de octubre de 1433 se compró a Juan Steve, de Limotges, parte de la madera necesaria para dicha obra, que empezó a labrarse el 17 de diciembre del mismo año; proporcionó el hierro necesario Domingo de Calasayu; la teja italiana que se gastó en la cubierta Gil de Torrent, vecino de Paterna; el ladrillo Bernat Boix, ‘rajoler’ de Mislata un pomo dorado de obra llamada de Málaga, Saat Naxer, moro también de Mislata….” | » |

- Pou del Quint: Edifici construït el 1915 per a administrar les aigües que s'obtenien d'un pou allí situat, les quals regaven les hortes de Mislata. La seua titularitat corresponia a la comunitat de regants del Pou del Santíssim Crist de la Fe. L'any 2007, ja fora d'ús per falta de terreny agrícola, la propietat va ser cedida a l'Ajuntament de Mislata per a ubicar allí el Museu etnogràfic El Quint. A hores d'ara, no s'ha fet res més que tapiar els buits de les finestres i portes per a posteriors actuacions.

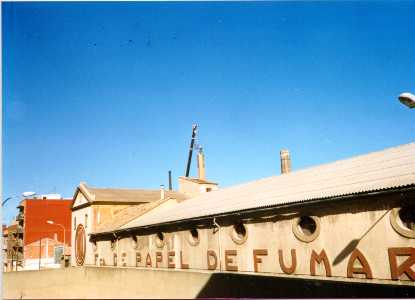
Fàbrica Payá en el moment de l'enderrocament de la xemeneia

- Altres llocs d'interès: El carrer del Porxe amb el porxe que li dona el seu nom, dona entrada al barri de la Moreria.

La xemeneia i la part de la fàbrica de Payá que dona al carrer de Sant Antoni, relacionat amb l'arqueologia industrial, són un exemple de construcció del segle xx. Hi havia una altra xemeneia de bell format que va ser derruïda.

## Social
En la primera legislatura, després de la recuperació de la democràcia municipal, es va redactar l'Ordenança Municipal d'Eliminació de Barreres Arquitectòniques, una de les primeres que es van aprovar a Espanya per a facilitar la integració social de les persones amb discapacitat. La iniciativa, amb el temps, es va plasmar en el programa "Mislata Sense Barreres", per a tractar de forma metòdica l'accessibilitat total en el municipi.

## Festes locals
Com en tota la comarca, Mislata té una llarga, variada i àmplia tradició en festejos, dels quals podem destacar les festes en honor de Sant Miquel Arcàngel (al setembre), en honor de Sant Francesc d'Asís (a l'octubre), en honor de la Mare de Déu dels Dolors (al setembre), en honor de La Creu de Mislata (a l'abril), o les festes majors del poble, en honor del Santíssim Crist de la Fe i a la Mare de Déu dels Àngels, a l'agost. Els dos dies grans de les festes patronals són l'últim dilluns d'Agost, festivitat de la Mare de Déu dels Àngels, i el dia anterior, diumenge, festivitat del Santíssim Crist de la Fe. Cal assenyalar la gran rivalitat existent entre ambdues clavaries, destacant la qual es dona en les mascletades disparades en els dos dies grans, que congreguen gran quantitat d'assistents vinguts de tota la comarca.
Des de 2012 s'hi celebren els últims dies d'agost i primers de setembre les anomenades Festes Populars de Mislata a la nova Plaça Major amb diversos actes com mascletades, corre-focs, cercaviles de disfresses, activitats culturals i casetes festives de les diferents associaciones de la ciutat. A més a més també s'instal·la un mercat medieval i una xicoteta fira d'atraccions.

## Gastronomia
Mislata no té una gastronomia autòctona o local a causa de la proximitat amb la capital; per tant, les receptes valentines s'han obert pas entre els habitants de la població, igual que en la de tants altres indrets de la comarca. La paella, l'arròs al forn, el bollit valencià, l'arròs amb bledes, la caragolada o l'allioli són els plats més tradicionals de la cuina valenciana i també de la de Mislata, que amb algunes receptes casolanes han anat conferenciant un accent diferencial entre la resta, igual que els dolços: pastissets de moniato, rossegons, rollets de músic, la coca boba i la mona de pasqua.

## Fills il·lustres
- Gregorio Gea Miquel, educador.
- Mosen Martí Gadea (1837-1920), lingüista. Encara que nascut en Balones (a la comarca del Comtat, prop de Cocentaina) va desenvolupar el seu principal treball a Mislata, on era retor de la seua parròquia.
- Amadeo Tortajada, arxiver i bibliotecari.
- Maties Ruiz Esteve, poeta.
- Manel Marzal Barberá, mestre de cant valencià d'estil conegut com el Xiquet de Mislata (1918-1993).
- Manel Monleón Burgos, pintor, dibuixant, cartellista. Encara que va nàixer a Andilla, des de l'any 1962 va ser un mislater més.
- Miquel Navarro (Mislata, 1945) és un pintor, escultor i gravador.
- Josep Mir Pallardo, cirurgià especialitzat en trasplantaments hepàtics.
- Ramón Ibars, compositor musical i autor de l'Himne de Mislata.
- Esteban Esteve Jorge (Sot de Xera, 1937 - † Mislata, 2006), músic, director i compositor.
- Josep l'Escrivà, cineasta, assagista.
- Josep Giner i Marco, filòleg, deixeble de Pompeu Fabra i company de Carles Salvador.